# David Meerman Scott
David Meerman Scott (25 marzo 1961) è un economista e scrittore statunitense, specializzato in marketing e strategie di vendita.
Autore di diversi libri sul marketing, di cui il più noto è The New Rules of Marketing and PR (Nuove regole del marketing & PR) che ha venduto oltre 350 000 copie e che è stato tradotto in 25 lingue. .
Il libro prende spunto da una scoperta accidentale che Meerman Scott fece quando era Vice-presidente del reparto marketing alla NewsEdge, e cioè che elaborare contenuti utili ed interessanti e pubblicarli on line a costi minimi generava molto più interesse nei clienti rispetto a dei costosi programmi di PR. I libri seguenti prendono invece spunto dalla sua esperienza come trader nel mercato obbligazionario mentre le sue riflessioni sul marketing innovativo dalle esperienze attuate dalle organizzazioni più diverse come IBM e la rock band The Grateful Dead. Meerman Scott vive a Boston e svolge l’attività di speaker in occasione di conferenze ed eventi aziendali; tiene inoltre seminari sul marketing in tutto il mondo.

## Biografia

### Primi anni
David Meerman Scott si è laureato in Economia al Kenion College nel 1983. Dopo le prime esperienze professionali come addetto al mercato obbligazionario a Wall Street, ha lavorato nel settore della comunicazione on line dal 1985 al 2002. Ha ricoperto ruoli dirigenziali nel dipartimento di comunicazione elettronica presso la Knight-Ridder, al tempo in cui questa era la più grande società del mondo di comunicazione specializzata in quotidiani, dal 1989 al 1995. Si è poi stabilito a Tokyo dal 1987 al 1993 ed a Hong Kong dal 1993 al 1995.
Nel 1995 si è trasferito a Boston ed è entrato a far parte dell’azienda Desktop Data, diventata in seguito la NewsEdge Corporation di cui è stato –nella sua ultima carica ricoperta- Vice-presidente dell’area marketing fino a quando l’azienda non è stata venduta alla Thompson Corporation nel 2002.
David Meerman Scott una volta ha detto: “non ho mai programmato di diventare un marketing strategist ma lo sono diventato casualmente.” Durante gli anni della NewsEdge, lui ed il suo team si sono resi conto che elaborare contenuti utili ed interessanti e pubblicarli on line a costi minimi generava molto più interesse nei clienti rispetto a costosi programmi di PR. Ciononostante, la Thompson Corporation mise fine alla collaborazione con Meerman Scott dopo aver acquisito la NewsEdge. L’autore ha detto: “La mia idea era un po’ troppo radicale per i miei capi. Fu così che capii che era arrivato il momento di mettermi in proprio”.
Dal 2001 ha utilizzato il suo nome Meerman per distinguersi da tutti gli altri personaggi noti di nome David Scott, come il famoso David Scott che guidò la spedizione Apollo 15 sulla luna (e che lui ha incontrato).

### Carriera

#### Pensiero
L’ideologia di Scott “le nuove regole del marketing e delle PR” è che il marketing e le pubbliche relazioni sono enormemente differenti sul web rispetto ai tradizionali mezzi di comunicazione. Sostiene che le “vecchie regole” dei tradizionali mezzi di comunicazione (che egli sostiene non funzionare sul web) si basano sul controllo dei messaggi ed il solo modo per dare risalto ad un messaggio usando i tradizionali mezzi di comunicazione è comprare costosi spazi pubblicitari o chiedere a qualcuno di scrivere di te. Egli sostiene che le regole del marketing e delle PR sul web sono completamenti differenti. Invece di comprare spazi pubblicitari costosi e supplicare per un articolo, Scott sostiene che tutti possono ottenere attenzione pubblicando i propri contenuti utilizzando i mezzi messi a disposizione dei social media come blog, podcast, rassegne stampa on line, video, oltre che i mezzi di comunicazione on line. Egli crede che, fatte poche eccezioni, gli addetti al marketing hanno il loro miglior guadagno quando scelgono di pubblicare qualcosa che abbia dei contenuti.
Nick Margan ha scritto su Forbes: “David è una di quelle poche persone cha ha visto e capito il fenomeno dei social media dal suo inizio”.

### Libri
La varietà delle copertine dei libri di Meerman Scott mostra come le sue teorie sono applicabili ad un ampio spettro di situazioni: dai viaggi nello spazio al rock and roll. Un esempio è la copertina di World Wide Rave ispirata da vecchi posters dei concerti rock.
David Meerman Scott è autore di ben 10 libri, tra cui il best seller internazionale Nuove regole del marketing & PR: come usare social media, blog, video on line e marketing virale per raggiungere direttamente i consumatori.
Il libro, nel 2015, è giunto alla sua 5ª edizione, ed aggiunge un capitolo sulla vendita che ingloba i nuovi principi marketing oltre che informazioni sull’uso di Periscope, Meerkat, e Snapchat.
Sul New York Times Virginia Heffernan consiglia il libro “Per un uso pratico delle PR all’epoca di Twitter…”. Il libro ha venduto oltre 350 000 copie ed è stato tradotto in 25 lingue. Meerman Scott spiega la necessità di aggiornare costantemente il libro, con una nuova edizione ogni due anni sia per i veloci cambiamenti che accadono nel campo del marketing sia per il fatto che il testo è stato adottato in molte università. La prima edizione era stata inclusa nella Business Week Best Seller List; la seconda edizione ha vinto il premio nella sezione New York Times and Computerworld. A seguito della pubblicazione di questo libro Meerman Scott ha sviluppato un seminario di un giorno sulle nuove regole del marketing; seminario che di solito tiene generalmente di fronte a gruppi aziendali in tutto il mondo.
Altri suoi libri sono:
Newsjacking: How to inject your ideas into a breaking news story and generate tons of media coverage (2011)
Real-Time Marketing & PR: How to Instantly Engage Your Market, Connect with your customers, and Create Products that Grow your Business Now (2010)
Marketing Lessons from The Grateful Dead: What Every Business Can Learn from the Most Iconic Band in History (2010)
Marketing the Moon: The Selling of the Apollo Lunar Program (2014)
The New Rules of Sales and Service: How to Use Agile Selling, Real-Time Customer Engagement, Big Data, Content, and Storytelling to Grow Your Business.
Scrivendo di Newsjacking per Forbes, Nick Morgan ha sottolineato che Meerman Scott ed il suo editore, Wiley, pubblicando questo libro solo in formato elettronico hanno indicato la strada futura.
Egli riassume l’idea di newsjacking come la creazione tempestiva di materiale per un secondo paragrafo di una notizia scritta da un giornalista. Il primo paragrafo riguarda le informazioni di base: chi, cosa perché, dove, quando. Il secondo paragrafo riguarda invece le implicazioni della storia. Diversamente dal hijacking, il newsjacking non ha un’accezione negativa. Scrivendo nel B to B Magazine, Christopher Hosford cita Meerman Scott riportando le sue parole “ l’idea della comunicazione in tempo reale è in questo momento la più interessante che c’è nel mercato del marketing B to B.”
Real-Time Marketing and PR draws on Scott's earlier career as an up-to-the-second Wall Street trader, this book highlights how the timely creation of heart felt content can be more important than long leadtime polished pieces. Examples include the Dave Carroll United Breaks Guitars phenomenon. Writing in BtoB Magazine, Christopher Hosford quotes Scott as saying, "The idea of real-time communication ... is the most interesting thing going on in b2b marketing right now".